# 十夜会
十夜会（じゅうやえ）は、浄土宗の寺院を中心におこなわれる、別時念仏のひとつ。十夜法要、御十夜（おじゅうや）、十夜ともいう。陰暦10月5日の夜から15日朝までの十日十夜にわたり、念仏を唱える行事であるが、現在では短縮されることも多い。

## 歴史
十夜会の根拠は、『無量寿経』の「ここにおいて善を修すること、十日十夜すれば、他方諸仏の国土において、善を為すこと千歳するに勝れたり（十日十夜の念仏は、仏の国で千年間の修行をすることにも勝る）」という記述にあるとされている。
一般に、行事としての十夜会は室町幕府政所執事をつとめた伊勢貞国がはじめたといわれている。『真如堂縁起』によれば、貞国は京都の真如堂で三日三夜の参篭をおこない、出家しようとしたが、最終日に僧の夢告をうけ、出家を思いとどまった。その後、兄の貞経が失脚し、貞国が家督を引き継ぐと伊勢家は繁栄した。霊夢のことを聞いた足利義教は貞国に命じ、三日三夜に続いて七日七夜の念仏をおこなわせたという。しかし、『真如堂縁起』の成立当初に「貞国が七日七夜の念仏をおこなった」という記述があった可能性は低く、十夜会が行事として浸透したのちにつけくわえられたものである可能性が示唆されている。また、異説として、『伊勢系図』には、十夜会をはじめたのが貞経であるとする写本がある。
浄土宗の寺院が十夜会をおこなうようになった契機は、1495年（明応4年）、鎌倉・光明寺の9世・観誉祐崇が宮中で阿弥陀経の講義をおこなったことであるという。後土御門天皇に招かれた観誉祐崇は、真如堂の僧侶とともに引声念仏をおこない、光明寺でも十夜会をおこなう勅許を得た。1578年（天正6年）の『天正本狂言』には「十夜帰り」という演目があり、すくなくとも天正年間の京都では十夜会が一般行事となっていたことがわかる。